# The Red Lantern

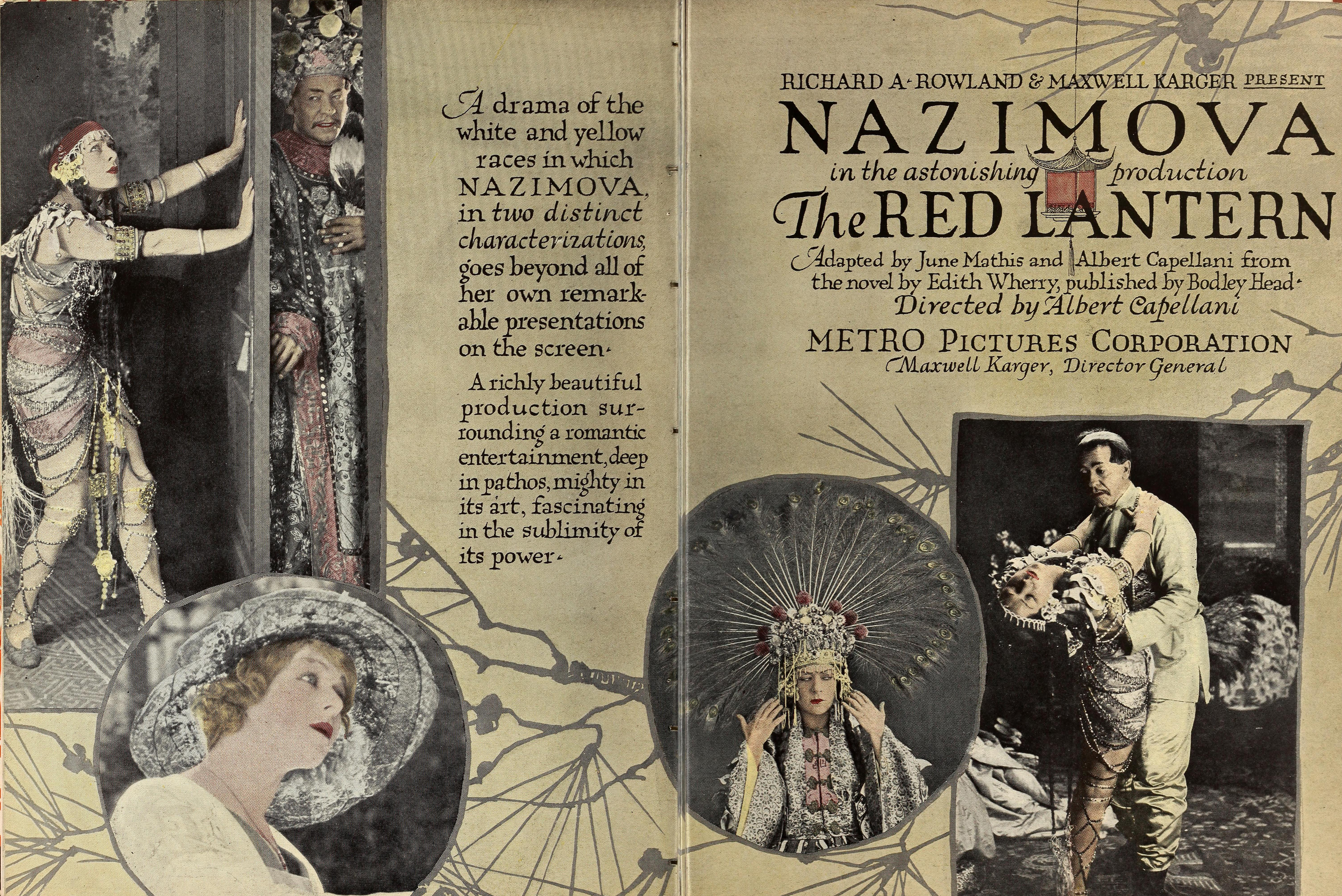
Anúncio (1919)

The Red Lantern (Brasil: The Red Lantern / Portugal: O Farol Vermelho) é um filme mudo de 1919, estrelado por Alla Nazimova e dirigido por Albert Capellani. Destaca-se hoje por ser a estreia de Anna May Wong na tela. Uma única cópia sobrevive na Europa, com rumores de uma cópia em Gosfilmofond, em Moscou.

## Elenco
- Alla Nazimova ... Mahlee & Blanche Sackville
- Noah Beery ... Dr. Sam Wang
- Charles Bryant
- Edward Connelly ... General Jung-Lu
- Frank Currier ... Sir Philip Sackville
- Reginald Denny
- Darrell Foss ... Andrew Handel
- Dagmar Godowsky
- Winter Hall ... Reverendo Alex Templeton
- Henry Kolker
- Harry Mann ... Chung
- Virginia Ross ... Luang-Ma
- Mary Van Ness ... Sra. Templeton
- Anna May Wong ... (não creditada)